# Limonia fusciceps
Limonia fusciceps là một loài ruồi trong họ Limoniidae. Chúng phân bố ở miền Cổ bắc.

## Phân loài
- Limonia fusciceps fusciceps
- Limonia fusciceps nigricuspis